# Джон Феннінґ
Джон Феннінґ (англ. John Fenning, 23 червня 1885 — 3 січня 1955) — британський академічний веслувальник.
Олімпійський чемпіон 1908 року в складі розпашної двійки без стернового, срібний призер 1908 року в складі розпашної четвірки без стернового.